# Wapiński (herb szlachecki)

Herb

Wapiński – polski herb szlachecki, nadany w Galicji.

## Opis herbu
Opis zgodnie z klasycznymi regułami blazonowania:
Tarcza czwórdzielna w krzyż. W polach I i IV, błękitnych, skaliste wzgórze srebrne; w polach II i III półksiężyc błękitny z twarzą, rogami do góry. W klejnocie trzy strusie pióra – po bokach błękitne, w środku srebrne. Labry błękitne, podbite srebrem.

## Najwcześniejsze wzmianki
Nadany 27 września 1794 Andrzejowi Wapińskiemu, kupcowi, członkowi magistratu w Jarosławiu, wraz z predykatem von Pielak. Obdarowany proponował w przedstawionych dokumentach herb Leliwa, do którego nawiązanie, w postaci dwóch półksiężyców, znalazło się w nadanym herbie. Wapiński następnie został wylegitymowany 23 maja 1795.

## Herbowni
Wapiński von Pieliak